# Alfredo Schmidt
Luis Alfredo Schmidt Montes (Santiago, 30 de julio de 1940) es un ingeniero, empresario y dirigente gremial chileno, presidente de la Cámara Chilena de la Construcción (CChC) entre 1991 y 1992.

## Datos biográficos
Nació del matrimonio formado por Luis Carlos Alfredo Schmidt Mac-Quade (fallecido tempranamente) y Luz Montes Velasco, el cual tuvo cuatro hijos más: Luz María, Cristián, Luis y Sandra. Su abuelo era el exministro de Estado Luis Schmidt Quezada.
Ingeniero civil de profesión, alcanzó notoriedad fuera de su especialidad a comienzos de los años '90 cuando por un año ocupó la presidencia de la CChC tras la elección como presidente de la Confederación de la Producción y del Comercio del entonces líder constructor, José Antonio Guzmán.
A raíz de esa responsabilidad devino en directivo de la AFP Habitat, vinculada al gremio, la cual presidió entre 1999 y 2006.
Tras su salida de la compañía concentró sus fuerzas en el predio que posee a 120 km al poniente de Santiago, en el cual produce vino y diversos productos agrícolas.
Junto a Luz Inés Zaldívar, es padre de Carolina, ministra de Estado del presidente Sebastián Piñera, así como de otros cinco hijos varones.